# Узвоз
Узвоз (рос. Узвоз) — присілок Велізького району Смоленської області Росії. Входить до складу Сітьковського сільського поселення.
Населення — 77 осіб (2007 рік).